# Dániel Gera
Dániel Gera (Budapest, 29 de agosto de 1995) es un futbolista húngaro que juega en la demarcación de extremo para el Diósgyőri VTK de la Nemzeti Bajnokság I.

## Selección nacional
Tras jugar en las categorías inferiores de la selección, finalmente el 11 de octubre de 2024 hizo su debut con la selección de Hungría en un partido de la Liga de Naciones de la UEFA 2024-25 contra Países Bajos que finalizó con un resultado de empate a uno tras el gol de Roland Sallai para Hungría, y de Denzel Dumfries para Países Bajos.

## Clubes
| Club                        | País    | Año       | Partidos | Goles |
| --------------------------- | ------- | --------- | -------- | ----- |
| MTK Budapest FC             | Hungría | 2015-2021 | 133      | 19    |
| Ferencvárosi TC             | Hungría | 2021      | 8        | 0     |
| Puskás Akadémia FC (cedido) | Hungría | 2021-2022 | 20       | 1     |
| Diósgyőri VTK               | Hungría | 2022-     | 58       | 11    |